# タヴッリア
タヴッリア（伊: Tavullia）は、イタリア共和国マルケ州ペーザロ・エ・ウルビーノ県にある、人口約7,900人の基礎自治体（コムーネ）。

## 地理

### 位置・広がり
ペーザロ・エ・ウルビーノ県北部のコムーネ。ペーザロから西へ13km、ウルビーノから北北東へ21kmの距離にある。

#### 隣接コムーネ
隣接するコムーネは以下の通り。括弧内のRNはリミニ県所属を示す。
- グラダーラ
- モンダイーノ (RN)
- モンテカルヴォ・イン・フォーリア
- モンテグリドルフォ (RN)
- モンテラッバーテ
- ペーザロ
- サルデーチョ (RN)
- サン・ジョヴァンニ・イン・マリニャーノ (RN)
- ヴァッレフォリア

### 気候分類・地震分類
タヴッリアにおけるイタリアの気候分類 (it) および度日は、zona E, 2209 GGである。
また、イタリアの地震リスク階級 (it) では、zona 2 (sismicità media) に分類される。

## 行政

### 分離集落
タヴッリアには、以下の分離集落（フラツィオーネ）がある。
- Babbucce, Belvedere Fogliense, Case Bernardi, Monteluro, Padiglione, Picciano, Pirano Alto, Pirano Basso, Rio Salso, San Germano